# Un om fericit
Un om fericit (în maghiară A boldog ember) este un roman al scriitorului maghiar Zsigmond Móricz, publicat pentru prima oară în 1932. A fost scris la puțin timp după Chef boieresc și Rubedeniile. În același an a publicat colecția de povestiri Barbarii (Barbárok).
Romanul Un om fericit a fost scris ca un document realist al muncitoritului agricol de la începutul secolului al XX-lea și este format din 32 de dialoguri între autor și Joy György, un țăran sărac, un om fericit în a lucra pământul din locurile care îi sunt dragi, alături de cei apropiați. Cea mai puternică trăsătură a lui Joy György este vitalitatea, forța lui morală și fizică deosebită, atașamentul și iubirea de viață, exprimate printr-o seriozitate plină de sensuri.